# Ведлозеро (село)
Ве́длозеро (карел. Vieljärvi) — старинное карельское село, административный центр Ведлозерского сельского поселения Пряжинского национального района Республики Карелия.

## Название
В «Списке населённых мест» 1905 года название деревни — Речное устье при Мельницах.

## География
Расположено на северо-восточном берегу озера Ведлозеро, при впадении в него реки Вохты в 44 км от районного центра.

### Уличная сеть
- ул. Ведлозерская
- ул. Гористая
- ул. Дорожников
- ул. Лесная
- пер. Лесной
- ул. Мельницкая
- ул. Набережная
- ул. Новая
- ул. Первомайская
- ул. Промышленная
- ул. Советская
- пер. Советский
- ул. Совхозная
- пер. Совхозный
- ул. Хвойная
- ул. Школьная

## История
Изначально село было разрозненной группой деревень, находящихся на небольшом расстоянии друг от друга. Первое упоминание относится к 1582/83 годам, в писцовой книге Заонежской половины Обонежскогой пятины. В документе говорится о таких деревнях как Заячья гора, Ржаной Наволок, Терёшкино, Семеново, Фомкина. «Деревня Заечья гора…Оксентейко Борисов, хоромы ставят после войны, да три места дворовых, хоромы пожгли и крестьян побили немецкие люди….». Ведлозерский погост входил в состав Обонежской пятины Новгородской феодальной республики. Административным центром была деревня Речное устье при мельнице. Согласно «Списку населённых мест» 1873 года, население составляло 40 человек: 15 мужчин и 25 женщин. Жили по 8 дворам. По национальности карелы.
В «Списке населённых мест» 1905 года деревня Речное устье при Мельницах. Население состояло из 80 человек: 56 крестьян и 24 человек не из крестьян. Крестьян мужского пола было 26, женского — 30. Мужчин-некрестьян насчитывалось 10, женщин — 14. Итого мужчин 36 и женщин 44. Крестьянских семей 10, дворов — 11. Некрестьянских семей 5, дворов — 2. Итого 15 семей и 13 дворов. Имелся скот: 27 лошадей, 43 коровы и 113 голов прочего скота.
Декретом ВЦИК и Совнаркома РСФСР от 4 августа 1920 года Ведлозерская волость была переведена из Олонецкой губернии в образованную Карельскую трудовую коммуну.
4 декабря 1931 года постановлением Карельского ЦИК была закрыта часовня, 8 июня 1934 года — была закрыта церковь.
В 1935 году в составе Автономной Карельской ССР был образован Ведлозерский район (из 11 сельских советов Пряжинского района и 3 сельсоветов Олонецкого района).
В 1957 году в состав села были включены деревни Заячья Сельга, Рожнаволок-1, Рожнаволок-2, Погост, Мельница и Речное Устье.

## Население
Численность населения в 1873 году составляла 263 чел., в 1959 году — 1390 чел., в 1989 году — 1445 чел., в 2006 году — 1143 чел.
| 1939 | 2002  | 2009  | 2010  | 2013 |
| ---- | ----- | ----- | ----- | ---- |
| 831  | ↗1236 | ↘1119 | ↘1005 | ↘948 |

## Известные уроженцы, жители
- Королёв, Вячеслав Константинович (1914—2000) — советский хозяйственный деятель, Заслуженный работник лесной промышленности РСФСР (1959).

## Инфраструктура
Личное подсобное хозяйство с зоной сельскохозяйственного использования, индивидуальная застройка усадебного типа.
Работает племсовхоз, лесничество, средняя школа, детский сад, фельдшерский пункт, дом культуры, библиотека.
Действует организованный в 1938 году И. И. Левкиным Карельский народный ведлозерский хор.
В 2013 году в селе организован Дом карельского языка (Karjalan kielen kodi).

## Памятники истории
Сохраняется братская могила советских воинов и сельских активистов, погибших в годы Советско-финской войны (1941—1944). В могиле захоронены 379 человек, основную группу захороненных составляют воины 7-й армии Карельского фронта.

## Транспорт
Автобусное сообщение.

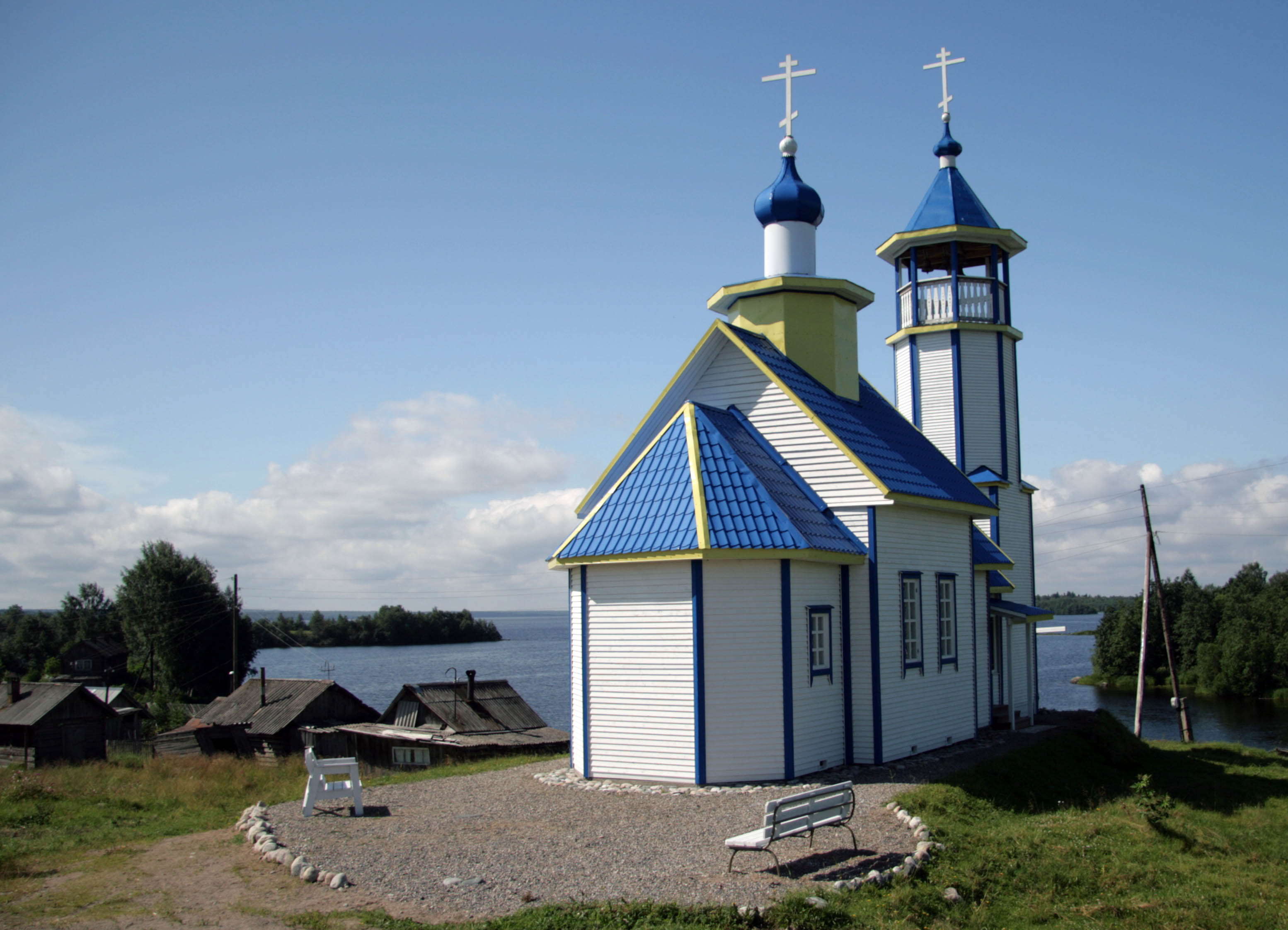
Ильинская церковь
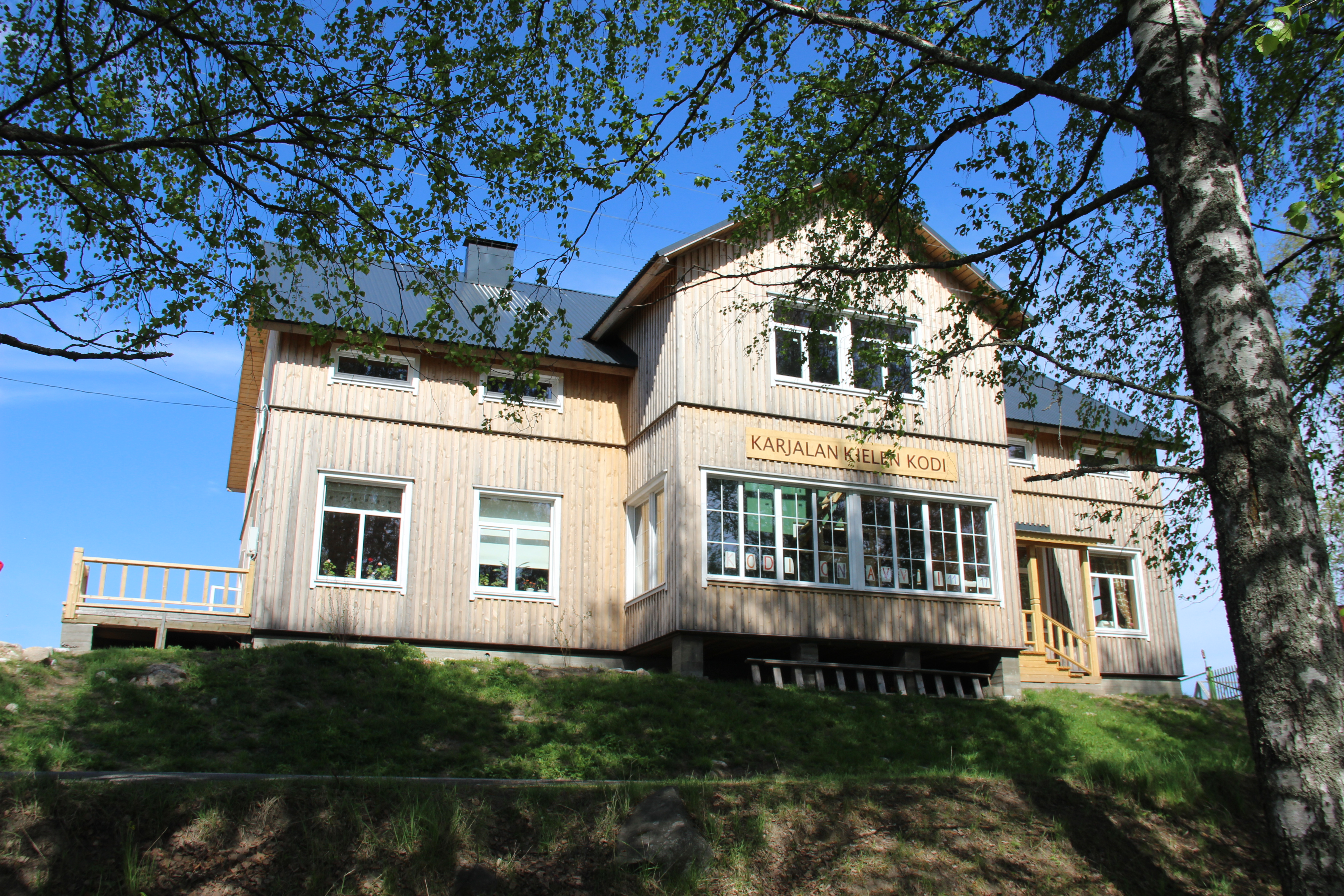
Дом карельского языка
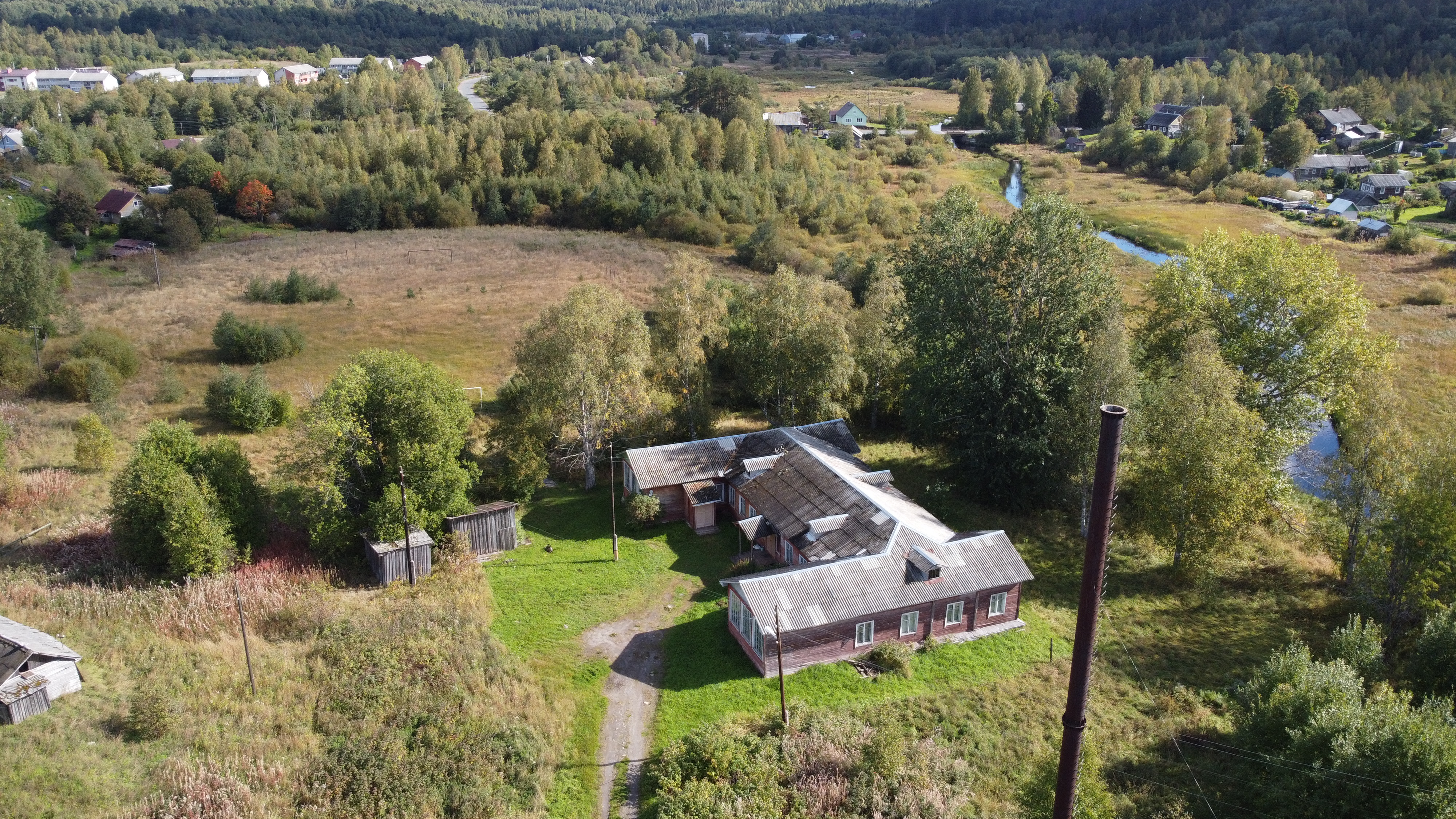
Дом культуры
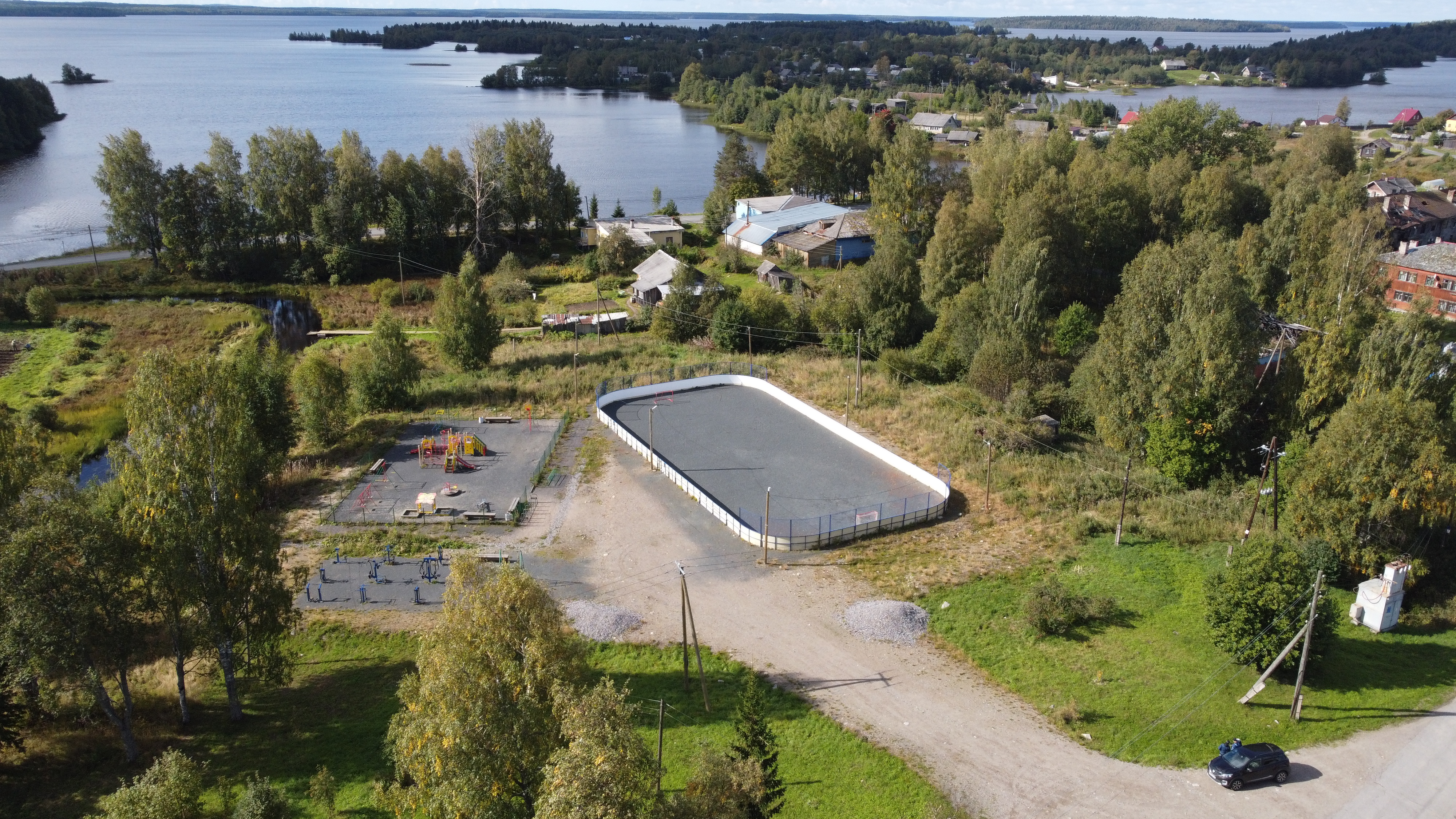
Детская и хоккейная площадки
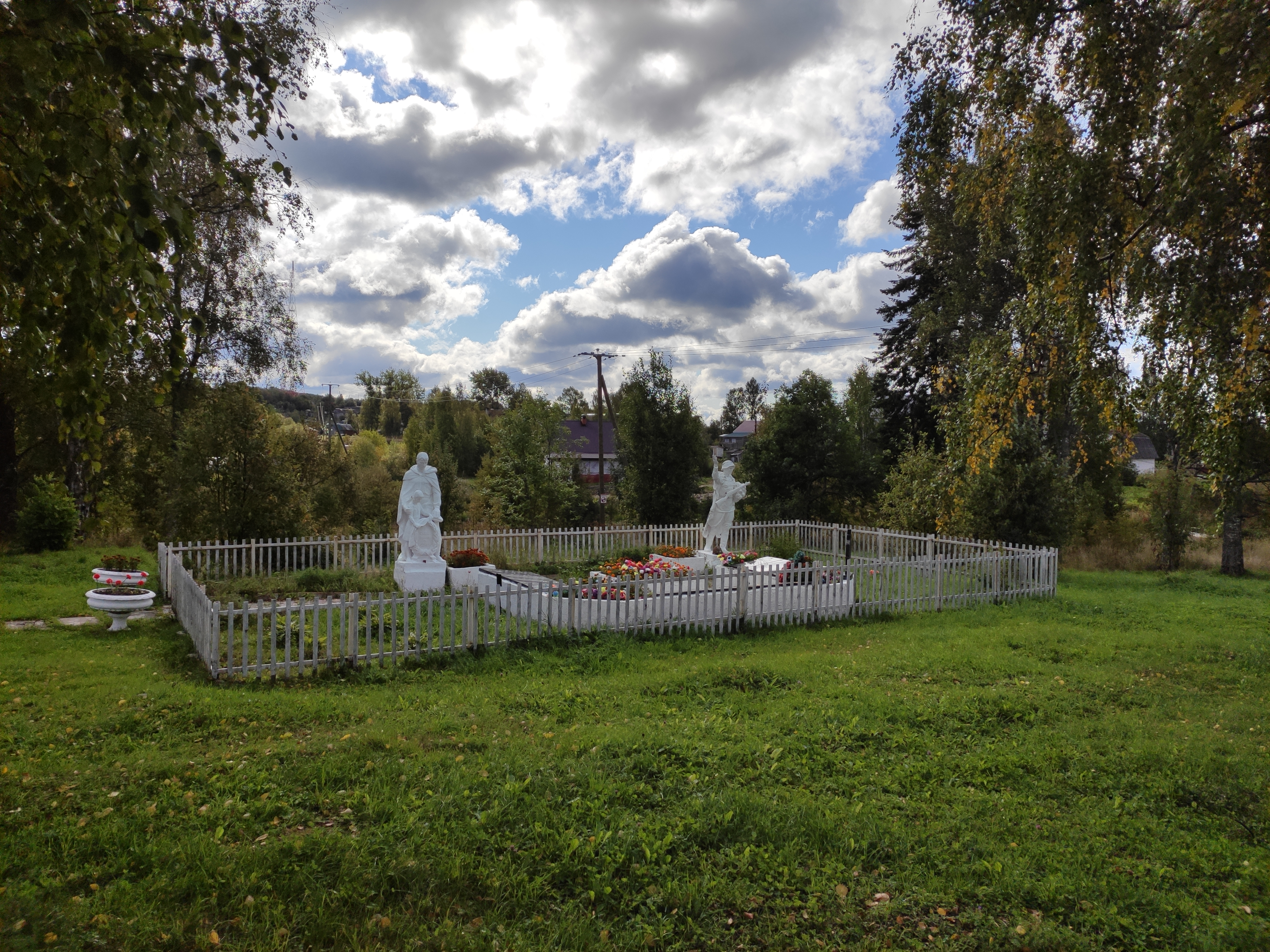
Братская могила,  Объект культурного наследия народов РФ регионального значения. Рег. № 101510321310005 (ЕГРОКН)
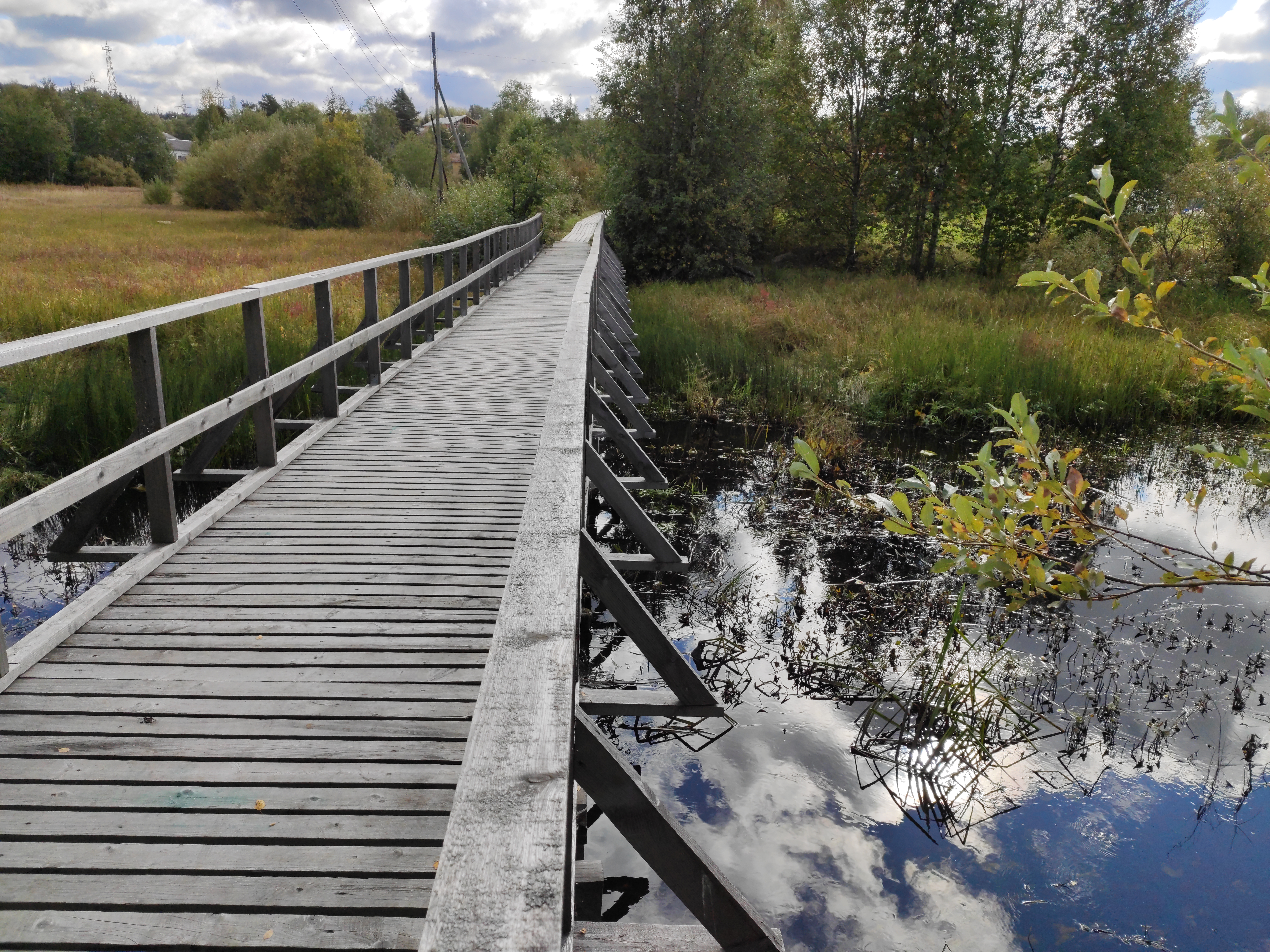
Пешеходный мостик через речку Вухтанеги

#### Комментарии
1. ↑  Очевидно, по всем деревням куста.